# Pelynt
Pelynt – wieś w Anglii, w Kornwalii. Leży 77 km na wschód od miasta Penzance i 334 km na zachód od Londynu.